# Saison 1969-1970 de l'AS Saint-Étienne
Chronologie
Saison précédente Saison suivante
Cette page présente la saison 1969-1970 de l'AS Saint-Étienne. Le club évolue en Division 1, en Coupe de France, en Coupe des Clubs Champions et lors du Trophée des Champions.

## Résumé de la saison
- Le club est pour la 6e fois champion de France de son histoire. C’est son quatrième titre consécutif.
- En plus du titre de champion, l'AS Saint-Etienne gagne la Coupe de France en battant Nantes 5-0 en finale.
- Après avoir battu le Bayern Munich lors du premier tour de la Coupe des Champions, les Verts échouent en 8èmes face au Legia Varsovie qui sera demi-finaliste cette année-là.
- Hervé Revelli termine meilleur buteur du championnat avec 28 buts.
- Aucune arrivée notable cette année non plus. Stabilité de l'effectif est le maître-mot de la saison. On voit seulement apparaître Gérard Farison sortant du centre de formation ainsi que la première de Patrick Revelli en championnat.

## Équipe professionnelle

### Transferts
Sont considérés comme arrivées, des joueurs n’ayant pas joué avec l’équipe 1 la saison précédente.
| Nom               | Nationalité | Poste     | Transfert | Provenance/Destination | Division                      |
| ----------------- | ----------- | --------- | --------- | ---------------------- | ----------------------------- |
| Arrivées          |             |           |           |                        |                               |
| José Pelletier    |             | Défenseur | -         | -                      | Formé au club                 |
| Gérard Farison    |             | Défenseur | -         | -                      | Formé au club                 |
| Patrick Parizon   |             | Attaquant | -         | -                      | Retour Bataillon de Joinville |
| Patrick Revelli   |             | Attaquant | -         | -                      | Formé au club                 |
| Spasoje Samardžić |             | Attaquant | Transfert | Feyenoord              | Division 1                    |
| Départs           |             |           |           |                        |                               |
| Frédéric N'Doumbé |             | Attaquant | Transfert | Le Havre AC            | Division 2                    |
| André Fefeu       |             | Attaquant | Transfert | AC Ajaccio             | Division 1                    |

### Championnat

#### Matchs allers
| Date       | N o | Adversaire             | Lieu | Résultat | Buteurs pour Saint-Étienne                                           | Points | Classement |
| ---------- | --- | ---------------------- | ---- | -------- | -------------------------------------------------------------------- | ------ | ---------- |
| 06/08/1969 | J01 | AC Ajaccio             | Dom. | 3 - 1    | Revelli 10e, Samardzic 15e, Bereta 87e                               | 2      | 1          |
| 09/08/1969 | J02 | FC Metz                | Dom  | 2 - 0    | Broissart 10e, Keita 87e                                             | 4      | 2          |
| 13/08/1969 | J03 | FC Nantes              | Ext. | 2 – 2    | Revelli 5e 77e                                                       | 5      | 3          |
| 20/08/1969 | J04 | Stade rennais UC       | Dom. | 8 - 2    | Larqué 15e 61e, Revelli 16e 63e 73e 87e, Keita 43e 53e               | 7      | 1          |
| 27/08/1969 | J05 | Olympique de Marseille | Ext. | 2 - 3    | Keita 38e 50e, Larqué 40e                                            | 9      | 1          |
| 03/09/1969 | J06 | RC Strasbourg          | Dom. | 3 - 0    | Jacquet 25e, Bereta 30e, Keita 46e                                   | 11     | 1          |
| 20/09/1969 | J07 | Red Star FC            | Ext. | 1 - 5    | Bereta 26e 59e, Revelli 30e, 60e 72e                                 | 13     | 1          |
| 24/09/1969 | J08 | AS Angoulême           | Dom. | 1 – 1    | Bosquier 45e                                                         | 14     | 1          |
| 04/10/1969 | J09 | Olympique lyonnais     | Ext. | 1 - 7    | Revelli 21e 85e, Samardzic 35e, Larqué 48e, Polny 49e, Keita 53e 54e | 16     | 1          |
| 22/10/1069 | J10 | RC Paris-Sedan         | Dom. | 3 - 1    | Herbin 60e, Samardzic 70e, Keita 73e                                 | 18     | 1          |
| 26/10/1969 | J11 | FC Sochaux             | Ext. | 3 – 3    | Keita 4e, Revelli 27e 74e                                            | 19     | 1          |
| 05/11/1969 | J12 | SEC Bastia             | Dom. | 4 - 2    | Bereta 18e, Herbin 38e 80e, Revelli 90e                              | 21     | 1          |
| 09/11/1969 | J13 | Angers SCO             | Ext. | 0 – 0    | -                                                                    | 22     | 1          |
| 16/11/1969 | J14 | Bordeaux               | Dom. | 2 - 0    | Keita 3e , Jacquet 45e                                               | 24     | 1          |
| 23/11/1969 | J15 | Nîmes Olympique        | Ext. | 1- 3     | Revelli 21e , Larqué 33e, Keita 55e                                  | 26     | 1          |
| 30/11/1969 | J16 | US Valenciennes-Anzin  | Dom. | 1 - 0    | Parizon 64e                                                          | 28     | 1          |
| 07/12/1969 | J17 | FC Rouen               | Ext. | 0 - 2    | Keita 53e, Revelli 80e                                               | 30     | 1          |

#### Matchs retours
| Date       | N o | Adversaire             | Lieu | Résultat | Buteurs pour Saint-Étienne                              | Points | Classement |
| ---------- | --- | ---------------------- | ---- | -------- | ------------------------------------------------------- | ------ | ---------- |
| 21/12/1969 | J19 | Stade rennais UC       | Dom. | 1 -0     | -                                                       | 30     | 1          |
| 25/01/1970 | J20 | FC Metz                | Ext. | 1 - 2    | Larqué 22e, Lemée 73e (csc)                             | 32     | 1          |
| 01/02/1970 | J21 | Olympique de Marseille | Dom. | 2 - 1    | Parizon 61e, Larqué 84e                                 | 34     | 1          |
| 15/02/1970 | J22 | RC Strasbourg          | Ext. | 1 – 1    | Revelli 24e                                             | 35     | 1          |
| 22/02/1970 | J23 | Red Star FC            | Dom. | 0 – 0    | -                                                       | 36     | 1          |
| 08/03/1970 | J24 | AS Angoulême           | Ext. | 0 - 1    | Keita 53e                                               | 38     | 1          |
| 15/03/1970 | J25 | Olympique lyonnais     | Dom. | 6 - 0    | Revelli 11e 68e, Bereta 25e 50e, Keita 56e, Jacquet 79e | 40     | 1          |
| 11/04/1070 | J26 | RC Paris-Sedan         | Ext. | 1 - 2    | Revelli 9e, Keita 70e                                   | 42     | 1          |
| 14/04/1970 | J27 | FC Sochaux             | Dom. | 2 - 0    | Bereta 17e, Larqué 69e                                  | 44     | 1          |
| 22/04/1970 | J28 | SEC Bastia             | Ext. | 0 - 1    | Revelli 48e                                             | 46     | 1          |
| 12/05/1970 | J29 | Bordeaux               | Ext. | 1 - 4    | Larqué 9e, Bosquier 32e, Herbin 44e, Keita 66e          | 48     | 1          |
| 20/05/1970 | J30 | Nîmes Olympique        | Dom. | 2- 1     | Revelli 16e 69e                                         | 50     | 1          |
| 27/05/1970 | J31 | US Valenciennes-Anzin  | Ext. | 0 - 3    | Keita 60e, Revelli 64e, Polny 81e                       | 52     | 1          |
| 03/06/1970 | J32 | FC Rouen               | Dom. | 5 - 0    | Keita 9e 75e, Jacquet 35e, Revelli 50e, Bosquier 57e    | 54     | 1          |
| 10/06/1970 | J33 | AC Ajaccio             | Ext. | 1 - 2    | Le Lamer 16e (csc), Revelli 32e                         | 56     | 1          |
| 14/06/1970 | J18 | FC Nantes              | Dom. | 2 - 3    | Revelli 60e, Bereta 78e                                 | 56     | 1          |
| 17/06/1970 | J34 | Angers SCO             | Dom. | 1 - 2    | Keita 64e                                               | 56     | 1          |

#### Classement final
En cas d'égalité entre deux clubs, le premier critère de départage est la différence de buts.
| Rang | Équipe                   | Pts | J  | G  | N  | P  | Bp | Bc | Diff |
| ---- | ------------------------ | --- | -- | -- | -- | -- | -- | -- | ---- |
| 1    | AS Saint-Étienne T C     | 56  | 34 | 25 | 6  | 3  | 88 | 30 | +58  |
| 2    | Olympique de Marseille   | 45  | 34 | 18 | 9  | 7  | 75 | 41 | +34  |
| 3    | RC Paris-Sedan           | 42  | 34 | 17 | 8  | 9  | 54 | 42 | +12  |
| 4    | AS Angoulême P           | 38  | 34 | 12 | 14 | 8  | 53 | 43 | +10  |
| 5    | RC Strasbourg            | 36  | 34 | 15 | 6  | 13 | 65 | 55 | +10  |
| 6    | FC Girondins de Bordeaux | 36  | 34 | 13 | 10 | 11 | 54 | 48 | +6   |
| 7    | Angers SCO P             | 35  | 34 | 13 | 9  | 12 | 53 | 53 | 0    |
| 8    | FC Metz                  | 34  | 34 | 13 | 8  | 13 | 50 | 44 | +6   |
| 9    | FC Sochaux               | 34  | 34 | 12 | 10 | 12 | 48 | 55 | -7   |
| 10   | FC Nantes                | 33  | 34 | 13 | 7  | 14 | 62 | 56 | +6   |
| 11   | Nîmes Olympique          | 32  | 34 | 13 | 6  | 15 | 60 | 55 | +5   |
| 12   | FC Rouen                 | 32  | 34 | 10 | 12 | 12 | 41 | 45 | -4   |
| 13   | Red Star FC              | 30  | 34 | 11 | 8  | 15 | 45 | 67 | -22  |
| 14   | Stade rennais UC         | 29  | 34 | 9  | 11 | 14 | 52 | 73 | -21  |
| 15   | Olympique lyonnais       | 28  | 34 | 12 | 4  | 18 | 57 | 78 | -21  |
| 16   | AC Ajaccio               | 26  | 34 | 11 | 4  | 19 | 34 | 51 | -17  |
| 17   | SEC Bastia               | 24  | 34 | 10 | 4  | 20 | 50 | 74 | -24  |
| 18   | US Valenciennes-Anzin    | 22  | 34 | 8  | 6  | 20 | 32 | 63 | -31  |

Victoire à 2 points
Qualifications européennes
Coupe des clubs champions européens
- 1er : 1er tour (1/16 de finale)

Coupe d'Europe des vainqueurs de coupe
- Finaliste de la Coupe de France : 1/16 de finale

Relégation
- 16e et 17e : barrage de relégation en Division 2
- 12e : relégation en Division 2

Abréviations
T : Tenant du titre

C : Vainqueur de la Coupe de France 1969-70

P : Promus de Division 2
- L'AS Saint-Étienne étant qualifié pour la Coupe des clubs champions européens en tant que champion, sa place en Coupe d'Europe des vainqueurs de coupe va au finaliste de la Coupe de France, à savoir le FC Nantes.
- Le FC Rouen abandonne le statut professionnel au terme de la saison, et est rétrogradé en D2.
- Le champion de France de D2, l'OGC Nice, obtient la montée directe en D1. Les deuxième et troisième, l'AS Nancy Lorraine et l'Olympique avignonnais, jouent des barrages pour monter.

### Coupe de France

#### Tableau récapitulatif des matchs
| Date       | N o                    | Adversaire       | Lieu                                  | Résultat | Buteurs pour Saint-Étienne                           | Suite                               |
| ---------- | ---------------------- | ---------------- | ------------------------------------- | -------- | ---------------------------------------------------- | ----------------------------------- |
| 08/02/1970 | 32èmes de finale       | FC Saint-Louis   | Stade de Bourtzwiller, Mulhouse       | 4- 0     | 6e (csc), Herbin 39e , Bereta 64e, Larqué 77e        | Qualifiés pour les 16èmes de finale |
| 01/03/1970 | 16èmes de finale       | FC Grenoble      | Stade Gerland, Lyon                   | 4- 2     | Revelli 39e, Camerini 64e, Keita 80e, Dusé 86e (csc) | Qualifiés pour les 8èmes de finale  |
| 22/03/1970 | 8èmes de finale aller  | Nîmes Olympique  | Stade Jean-Bouin,Nîmes                | 1 -0     | -                                                    | -                                   |
| 28/03/1970 | 8èmes de finale retour | Nîmes Olympique  | Stade Geoffroy-Guichard,Saint-Étienne | 2- 1     | Broissart 12e, Keita 81e                             | Match d'appui nécessaire            |
| 01/04/1970 | 8èmes de finale retour | Nîmes Olympique  | Parc des Princes,Paris                | 2- 0     | Jacquet 49e, Keita 68e                               | Qualifiés pour les quarts           |
| 12/04/1970 | Quart de finale aller  | FC Metz          | Stade Saint-Symphorien,Metz           | 1 – 1    | Parizon                                              | -                                   |
| 18/04/1970 | Quart de finale retour | FC Metz          | Stade Geoffroy-Guichard,Saint-Étienne | 5- 0     | Keita 8e 15e 23e, Bereta 85e, Revelli 86e            | Qualifiés pour les demi-finales     |
| 09/05/1970 | Demi-finale aller      | Stade rennais UC | Parc des Princes,Paris                | 0- 1     | Keita 4e                                             | -                                   |
| 15/05/1970 | Demi-finale retour     | Stade rennais UC | Stade Geoffroy-Guichard,Saint-Étienne | 1 – 1    | Larqué 10e                                           | Qualifiés pour la finale            |
| 31/05/1970 | Finale                 | FC Nantes        | Stade Yves-du-Manoir,Colombes         | 5 - 0    | Parizon 25e, Bereta 40e, Herbin 51e, Revelli 74e 87e | Vainqueurs                          |

### Coupe d'Europe des Clubs Champions

#### Tableau récapitulatif des matchs
| Date       | N o                     | Adversaire     | Lieu                                  | Résultat | Buteurs pour Saint-Étienne | Suite                           |
| ---------- | ----------------------- | -------------- | ------------------------------------- | -------- | -------------------------- | ------------------------------- |
| 17/09/1969 | 16èmes de finale aller  | Bayern Munich  | Stade olympique de Munich,Munich      | 2 -0     | -                          | -                               |
| 01/10/1969 | 16èmes de finale retour | Bayern Munich  | Stade Geoffroy-Guichard,Saint-Étienne | 3- 0     | Revelli 1re 63e, Keita 81e | Qualifiés pour les 8e de finale |
| 12/11/1969 | 8èmes de finale aller   | Legia Varsovie | Stade Wojska Polskiego,Varsovie       | 2 -1     | Revelli 39e                | -                               |
| 26/11/1969 | 8èmes de finale retour  | Legia Varsovie | Stade Geoffroy-Guichard,Saint-Étienne | 0 -1     | -                          | Éliminés                        |

### Challenge des champions
| Date       | N o    | Adversaire | Lieu              | Résultat | Buteurs pour Saint-Étienne |
| ---------- | ------ | ---------- | ----------------- | -------- | -------------------------- |
| 19/06/1970 | Finale | OGC Nice   | Stade du Ray,Nice | 2 -0     | -                          |

| Finale                  | OGC Nice | 2 - 0   | AS Saint-Étienne                                                                                 | Stade du Ray,Nice                            |                                              |
| Vendredi 19 juin 1970 - | Deloffre 32e, Quittet 35e                                                                                           | (2 - 0) | -                                                                                                | Spectateurs : 5 023 Arbitrage : M.Kitabdjian | Spectateurs : 5 023 Arbitrage : M.Kitabdjian |
| Vendredi 19 juin 1970 - | Marchetti – Cauvin, Isnard, Serrus, Chorda, Quittet, Milutinovic, Camérini ( 46e Adama), Deloffre, Goyvaerts, Jouve | Équipes | Migeon, Durković, Pelletier, Camérini, Polny, Farison, Larqué, Samardzic, Keita, Bereta, Parizon | Spectateurs : 5 023 Arbitrage : M.Kitabdjian | Spectateurs : 5 023 Arbitrage : M.Kitabdjian |

### Statistiques

#### Équipe-type
| \| Carnus Polny Durković Broissart (Camérini) Bosquier Jacquet (Herbin) Mitoraj Bereta · Larqué (Parizon) Revelli Keita (Samardžić) \| Équipe-type de la saison 1969-1970 |
| Carnus Polny Durković Broissart (Camérini) Bosquier Jacquet (Herbin) Mitoraj Bereta · Larqué (Parizon) Revelli Keita (Samardžić)                                          |

#### Buteurs
| Place | Nom                | Division 1 | Coupe de France | Coupe d'Europe des Clubs Champions | Challenge des Champions | TOTAL des BUTS |
| 1     | Hervé Revelli      | 28 buts    | 4 buts          | 3 buts                             | -                       | 35 buts        |
| 2     | Salif Keita        | 21 buts    | 7 buts          | 1 but                              | -                       | 29 buts        |
| 3     | Georges Bereta     | 9 buts     | 3buts           | -                                  | -                       | 12 buts        |
| 4     | Jean-Michel Larqué | 9 buts     | 2 buts          | -                                  | -                       | 11 buts        |
| 5     | Robert Herbin      | 4 buts     | 2 buts          | -                                  | -                       | 6 buts         |
| 6     | Aimé Jacquet       | 4 buts     | 1 but           | -                                  | -                       | 5 buts         |
| 7     | Patrick Parizon    | 2 buts     | 2 buts          | -                                  | -                       | 4 buts         |
| 8     | Bernard Bosquier   | 3 buts     | -               | -                                  | -                       | 3 buts         |
| 8     | Spasoje Samardžić  | 3 buts     | -               | -                                  | -                       | 3 buts         |
| 10    | Georges Polny      | 2 buts     | -               | -                                  | -                       | 2 buts         |
| 10    | José Broissart     | 1 but      | 1 but           | -                                  | -                       | 2 buts         |
| 12    | Francis Camerini   | -          | 1 but           | -                                  | -                       | 1 but          |
| #     | contre son camp    | 2 buts     | 2 buts          | -                                  | -                       | 2 buts         |
| Total | 12 buteurs         | 88 buts    | 25 buts         | 4 buts                             | 0 buts                  | 117 buts       |

Date de mise à jour : le 13 mars 2015.

#### Affluences
346 879 spectateurs ont assisté à une rencontre au stade cette saison, soit une moyenne de 15 797 par match.
22 rencontres ont eu lieu à Geoffroy-Guichard durant la saison.

Affluence de l'AS Saint-Étienne à domicile

### Équipe de France
6 stéphanois auront les honneurs de l’Equipe de France cette saison : Bernard Bosquier et Georges Carnus (6 sélections), , Georges Bereta et Hervé Revelli (5 sélections) , José Broissart (4 sélections) et Jean-Michel Larqué (1 sélection).
| Joueurs            | Position  | Date       | Lieu  | Adversaire | Type rencontre               | Score | Temps de jeu | Buts       |
| Georges Carnus     | Gardien   | 10.09.1969 | Oslo  | Norvège    | Eliminatoires Coupe du monde | 1 - 3 | 90           | -          |
| Georges Carnus     | Gardien   | 15.10.1969 | Solna | Suède      | Eliminatoires Coupe du monde | 2- 0  | 90           | -          |
| Georges Carnus     | Gardien   | 01.11.1969 | Paris | Suède      | Eliminatoires Coupe du monde | 3 - 0 | 90           | -          |
| Georges Carnus     | Gardien   | 08.04.1970 | Rouen | Bulgarie   | Amical                       | 1 – 1 | 90           | -          |
| Georges Carnus     | Gardien   | 28.04.1970 | Reims | Roumanie   | Amical                       | 2 - 0 | 90           | -          |
| Georges Carnus     | Gardien   | 03.05.1970 | Berne | Suisse     | Amical                       | 2- 1  | 90           | -          |
| Bernard Bosquier   | Défenseur | 10.09.1969 | Oslo  | Norvège    | Eliminatoires Coupe du monde | 1 - 3 | 90           | -          |
| Bernard Bosquier   | Défenseur | 15.10.1969 | Solna | Suède      | Eliminatoires Coupe du monde | 2- 0  | 90           | -          |
| Bernard Bosquier   | Défenseur | 01.11.1969 | Paris | Suède      | Eliminatoires Coupe du monde | 3 - 0 | 90           | -          |
| Bernard Bosquier   | Défenseur | 08.04.1970 | Rouen | Bulgarie   | Amical                       | 1 – 1 | 90           | -          |
| Bernard Bosquier   | Défenseur | 28.04.1970 | Reims | Roumanie   | Amical                       | 2 - 0 | 90           | -          |
| Bernard Bosquier   | Défenseur | 03.05.1970 | Berne | Suisse     | Amical                       | 2- 1  | 90           | -          |
| José Broissart     | Défenseur | 10.09.1969 | Oslo  | Norvège    | Eliminatoires Coupe du monde | 1 - 3 | 90           | -          |
| José Broissart     | Défenseur | 15.10.1969 | Solna | Suède      | Eliminatoires Coupe du monde | 2- 0  | 90           | -          |
| José Broissart     | Défenseur | 01.11.1969 | Paris | Suède      | Eliminatoires Coupe du monde | 3 - 0 | 90           | -          |
| José Broissart     | Défenseur | 08.04.1970 | Rouen | Bulgarie   | Amical                       | 1 – 1 | 60           | -          |
| Hervé Revelli      | Attaquant | 10.09.1969 | Oslo  | Norvège    | Eliminatoires Coupe du monde | 1 - 3 | 90           | 9e 48e 77e |
| Hervé Revelli      | Attaquant | 15.10.1969 | Solna | Suède      | Eliminatoires Coupe du monde | 2- 0  | 90           | -          |
| Hervé Revelli      | Attaquant | 08.04.1970 | Rouen | Bulgarie   | Amical                       | 1 – 1 | 90           | -          |
| Hervé Revelli      | Attaquant | 28.04.1970 | Reims | Roumanie   | Amical                       | 2 - 0 | 90           | -          |
| Hervé Revelli      | Attaquant | 03.05.1970 | Berne | Suisse     | Amical                       | 2- 1  | 90           | 79e        |
| Georges Bereta     | Attaquant | 15.10.1969 | Solna | Suède      | Eliminatoires Coupe du monde | 2- 0  | 90           | -          |
| Georges Bereta     | Attaquant | 01.11.1969 | Paris | Suède      | Eliminatoires Coupe du monde | 3 - 0 | 90           | -          |
| Georges Bereta     | Attaquant | 08.04.1970 | Rouen | Bulgarie   | Amical                       | 1 – 1 | 65           | -          |
| Georges Bereta     | Attaquant | 28.04.1970 | Reims | Roumanie   | Amical                       | 2 - 0 | 90           | -          |
| Georges Bereta     | Attaquant | 03.05.1970 | Berne | Suisse     | Amical                       | 2- 1  | 90           | -          |
| Jean-Michel Larqué | Milieu    | 10.09.1969 | Oslo  | Norvège    | Eliminatoires Coupe du monde | 1 - 3 | 17           | -          |

3 stéphanois a eu les honneurs de l’Equipe de France Espoirs cette saison : Francis Camerini (3 sélections), Jean-Michel Larqué (2 sélections) , Patrick Parizon (1 sélection)
| Joueurs            | Position  | Date       | Lieu     | Adversaire          | Type rencontre | Score | Temps de jeu | Buts |
| Francis Camerini   | Défenseur | 12.10.1969 | Paris    | Portugal            | Amical         | 2- 3  | 90           | -    |
| Francis Camerini   | Défenseur | 02.11.1969 | Besançon | Suisse              | Amical         | 4 - 0 | 90           | -    |
| Francis Camerini   | Défenseur | 03.12.1969 | Glasgow  | Écosse              | Amical         | 4- 0  | 90           | -    |
| Jean-Michel Larqué | Milieu    | 03.12.1969 | Glasgow  | Écosse              | Amical         | 4- 0  | 90           | -    |
| Jean-Michel Larqué | Milieu    | 28.04.1970 | Bucarest | Roumanie            | Amical         | 0 – 0 | 90           | -    |
| Patrick Parizon    | Attaquant | 18.01.1970 | Nice     | Étrangers de France | Amical         | 1 - 3 | 45           | -    |